# Eglė kígyókirályné

Robertas Antinis szobra a palangai botanikuskertben

Az Eglė kígyókirályné (litvánul: Eglė žalčių karalienė) litván népmese.

## Háttere
Az Eglė kígyókirályné az egyik legismertebb litván népmese, a balti mitológia egyik alaptörténete, amelynek több mint száz variánsát gyűjtötték össze. Mitológiai háttere a proto-indoeurópai legendakör litván és külföldi kutatóit is foglalkoztatja, Gintaras Beresnevičius egyenesen a hésziodoszi theogónia litván megfelelőjének tartja.
Az Eglė igen népszerű litván női név, jelentése: ezüstfenyő. A mesében szereplő kígyók a vízisiklók.

## A történet
Egy Eglė nevű fiatal halászleány a tengerben fürdik két nővérével, s amikor kijönnek a partra, Eglė egy kígyót talál a ruhái közt. A kígyó emberi hangon szól hozzá: csak akkor hajlandó távozni, ha Eglė megígéri, hogy a ruháiért cserébe a felesége lesz. Három nappal később sok ezer kígyó jelenik meg, hogy magukkal vigyék az arát, de a lány rokonai többször is becsapják őket. Ludat, bárányt, tehenet adnak helyette, ám a kakukk mindannyiszor figyelmezteti a kígyókat a csalásra. Végül a kígyók megragadják és magukkal viszik Eglėt a tenger fenekére.
Kiderül, hogy vőlegénye Žilvinas, a kígyókirály – aki nyomban szépséges ifjúvá változik. Boldogan élnek, négy gyermekük születik, ám Eglėt gyötri a vágy, szeretné viszontlátni a családját. Férje csak akkor hajlandó engedélyt adni, ha teljesíti három kívánságát: szőjön vége nincs selyemfonalat, koptasson el egy pár vascipellőt, és süssön halpástétomot konyhaeszközök nélkül. Egy varázslónő segítségére siet Eglėnek, s így Žilvinas kénytelen hazaengedni őt látogatóba a gyermekeivel együtt.
Eglė, miután viszontlátta a családot, minden ismerőst végigjárt és megajándékozott a halászfaluban, készül visszatérni a férjéhez, ám a fivérei nem akarják elengedni. Kihurcolják a gyermekeit az erdőbe, és mindenféle fenyegetéssel, veréssel próbálják kiszedni belőlük, hogyan fogja hívni az anyjuk az apjukat. A három fiú hősiesen ellenáll, a rémült kislány azonban beadja a derekát, és elárulja a rigmust:
Žilvinas, én Žilvinasom!
Hogyha élsz még – tejhab forrjon!
Hogyha nem élsz – vérhab forrjon!
A tizenkét fivér elő is szólítja Žilvinast a tengerből, és kapával-kaszával agyonverik. 
A mit sem sejtő Eglė nemsokára szintén lemegy a partra, és szólongatja az urát, de csak vérhab tolul a lábához. Eglė nem akar többé emberek közt élni, gyermekeit sem akarja náluk hagyni. Kétségbeesésében megátkozza és fává változtatja őket: a három bátor fiúgyermeket tölggyé, kőrissé és jávorrá, a félénk kisleányt rezgőnyárrá – ő maga pedig ezüstfenyővé változik.

## Kulturális vonatkozásai

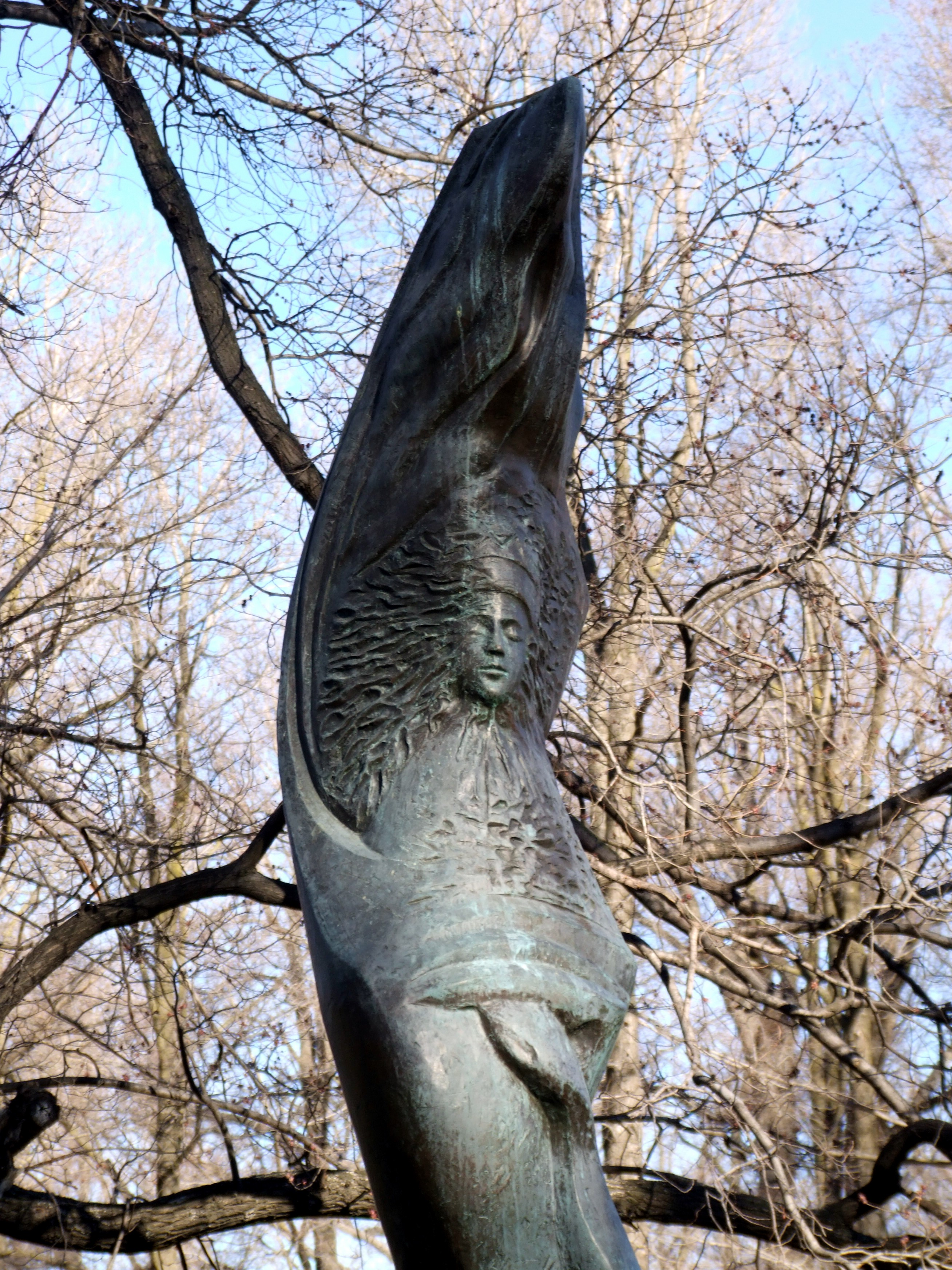
Szobra a canberrai Glebe Parkban

A népmesét először M. Jasewicz tette közzé 1837-ben.
Salomėja Nėris litván költő Eglė žalčių karalienė című elbeszélő költeménye (1940) a mese motívumait dolgozza fel.
Eduardas Balsys 1960-ban balettet írt belőle, s 1965-ben ennek filmváltozata is elkészült.
2018-ban, a litván államiság visszaállításának századik évfordulóján bemutatták Laimis Vilkončius és Sigitas Geda Eglė című rockoperáját.
Bojtár Endre ezt írja a népmeséről: „Az írásos keresztény kultúra egészen a legújabb korig az idegenséggel volt azonos a litvánok szemében... Nem a két keresztény [orosz és lengyel] közötti pogány, erdők mélyén élő litvánokat példázza a mese, akik számára a szavak csupán a másik ember elárulásának eszközét jelentik, s akik – miután kudarcot vallott az idegenekkel való együttélés – csak azt tehetik, amit Ezüstfenyő-Eglė: visszamenekülnek néma természeti tüneménnyé?”

## Fordítás
Ez a szócikk részben vagy egészben  az   Eglė the Queen of Serpents című angol Wikipédia-szócikk ezen változatának fordításán alapul.  Az eredeti cikk szerkesztőit annak laptörténete sorolja fel. Ez a jelzés csupán a megfogalmazás eredetét és a szerzői jogokat jelzi, nem szolgál a cikkben szereplő információk forrásmegjelöléseként.